# Stazione meteorologica di Calice al Cornoviglio
La stazione meteorologica di Calice al Cornoviglio è la stazione meteorologica di riferimento relativa alla località di Calice al Cornoviglio.

## Coordinate geografiche
La stazione meteo si trova nell'Italia nord-occidentale, in Liguria, in provincia della Spezia, nel comune di Calice al Cornoviglio, a 402 metri s.l.m. e alle coordinate geografiche 44°15′N 9°50′E.

## Dati climatologici
In base alla media trentennale di riferimento 1961-1990, la temperatura media del mese più freddo, gennaio, si attesta a +6,5 °C; quella del mese più caldo, luglio, è di +22,0 °C .
| Calice al Cornoviglio | Mesi | Mesi | Mesi | Mesi | Mesi | Mesi | Mesi | Mesi | Mesi | Mesi | Mesi | Mesi | Stagioni | Stagioni | Stagioni | Stagioni | Anno |
| Calice al Cornoviglio | Gen  | Feb  | Mar  | Apr  | Mag  | Giu  | Lug  | Ago  | Set  | Ott  | Nov  | Dic  | Inv      | Pri      | Est      | Aut      | Anno |
| --------------------- | ---- | ---- | ---- | ---- | ---- | ---- | ---- | ---- | ---- | ---- | ---- | ---- | -------- | -------- | -------- | -------- | ---- |
| T. max. media (°C)    | 11,2 | 11,0 | 13,8 | 17,5 | 21,9 | 25,4 | 28,5 | 28,1 | 25,4 | 20,6 | 14,9 | 11,8 | 11,3     | 17,7     | 27,3     | 20,3     | 19,2 |
| T. min. media (°C)    | 1,9  | 2,5  | 4,4  | 7,6  | 10,7 | 13,8 | 15,6 | 15,6 | 13,5 | 10,0 | 6,2  | 3,7  | 2,7      | 7,6      | 15,0     | 9,9      | 8,8  |